# IMAC (informatica)
Il termine IMAC nel campo dei sistemi informativi sta per "Install Move Add Change".
Esso rappresenta una delle funzioni primarie del servizio di assistenza svolto dal reparto IT di un'organizzazione. Questo reparto può essere interno all'organizzazione (allora si parla
di approccio make) oppure appartenente ad un fornitore di servizi esterno (quindi siamo in un caso di esternalizzazione).
Le quattro voci stanno a significare (in sequenza di operazioni I, M, A, C):
- installazione di nuovo hardware o nuovo software;
- riassegnazione risorse tra postazioni di lavoro (tra utenti) o tra servizi o tra host;
- aggiunta di hardware e software (nuove funzioni o moduli o componenti) ivi compresi gli aggiornamenti;
- cambiamento di sistema ovvero disinstallazione (o modifica nella configurazione) di software o modifica di hardware ivi compresa l'eliminazione.

Diversi strumenti di assistenza hanno una delle categorie di classificazione dei ticket lavorati basate su task IMAC.